# بی‌ای‌پی آگوییر (سی‌اچ-۸۴)
بی‌ای‌پی آگوییر (سی‌اچ-۸۴) (به انگلیسی: BAP Aguirre (CH-84)) یک کشتی بود که طول آن ۱۸۷٫۳۲ متر (۶۱۴٫۶ فوت) بود. این کشتی در سال ۱۹۴۱ ساخته شد.